# Bappir

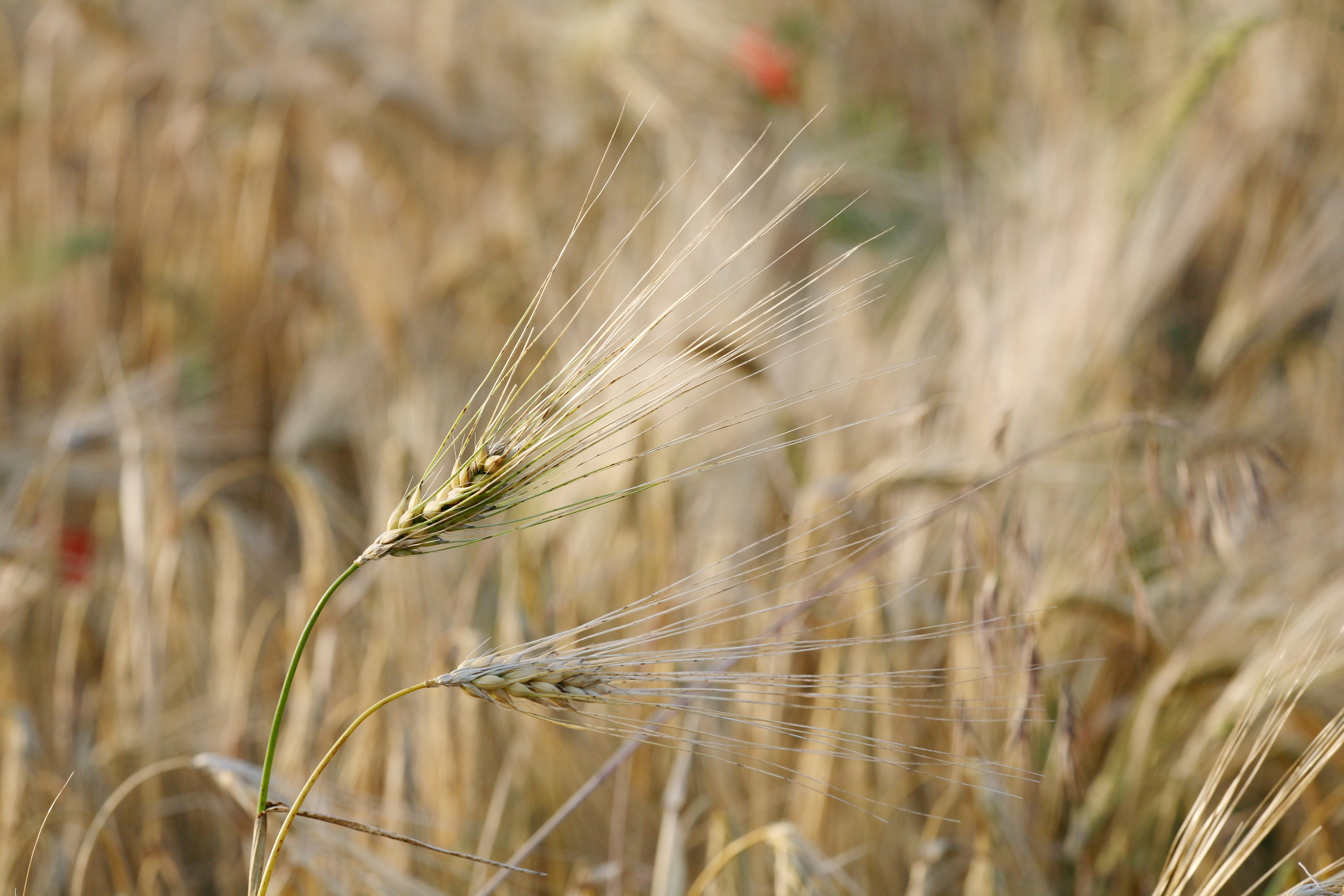
Bappir werd gemaakt van gerst

Bappir was een Soemerisch tweemaal gebakken gerstbrood dat voornamelijk werd gebruikt voor bierbrouwen in het oude Mesopotamië.

## Omschrijving
In 1989 is er historisch onderzoek verricht door Anchor Brewing Co., vastgelegd in het boek van Charlie Papazian Home Brewer's Companion, waarin een brood werd gereconstrueerd, gemaakt van ontkiemde en gedroogde gerst en van gerstmeel met honing en water; het brood werd net zo lang gebakken tot het hard genoeg was om gedurende langere tijd op te kunnen slaan. Het uiteindelijke product werd waarschijnlijk verkruimeld en gemengd met water, mout en waarschijnlijk gezoet met dadels of honing. Hierna liet men dit mengsel gisten, waardoor een wat zoetig brouwsel ontstond.
Men denkt dat bappir eigenlijk nooit werd gebakken om te eten; doordat het product zo lang houdbaar was kon het goed gebruikt worden in tijden van schaarste, maar waarschijnlijk werd bappir het meest gemaakt om bier van te brouwen.  Maltose Falcons Home Brewing Society heeft een poging gedaan om dit bier na te maken.